# Boavista Futebol Clube Praia

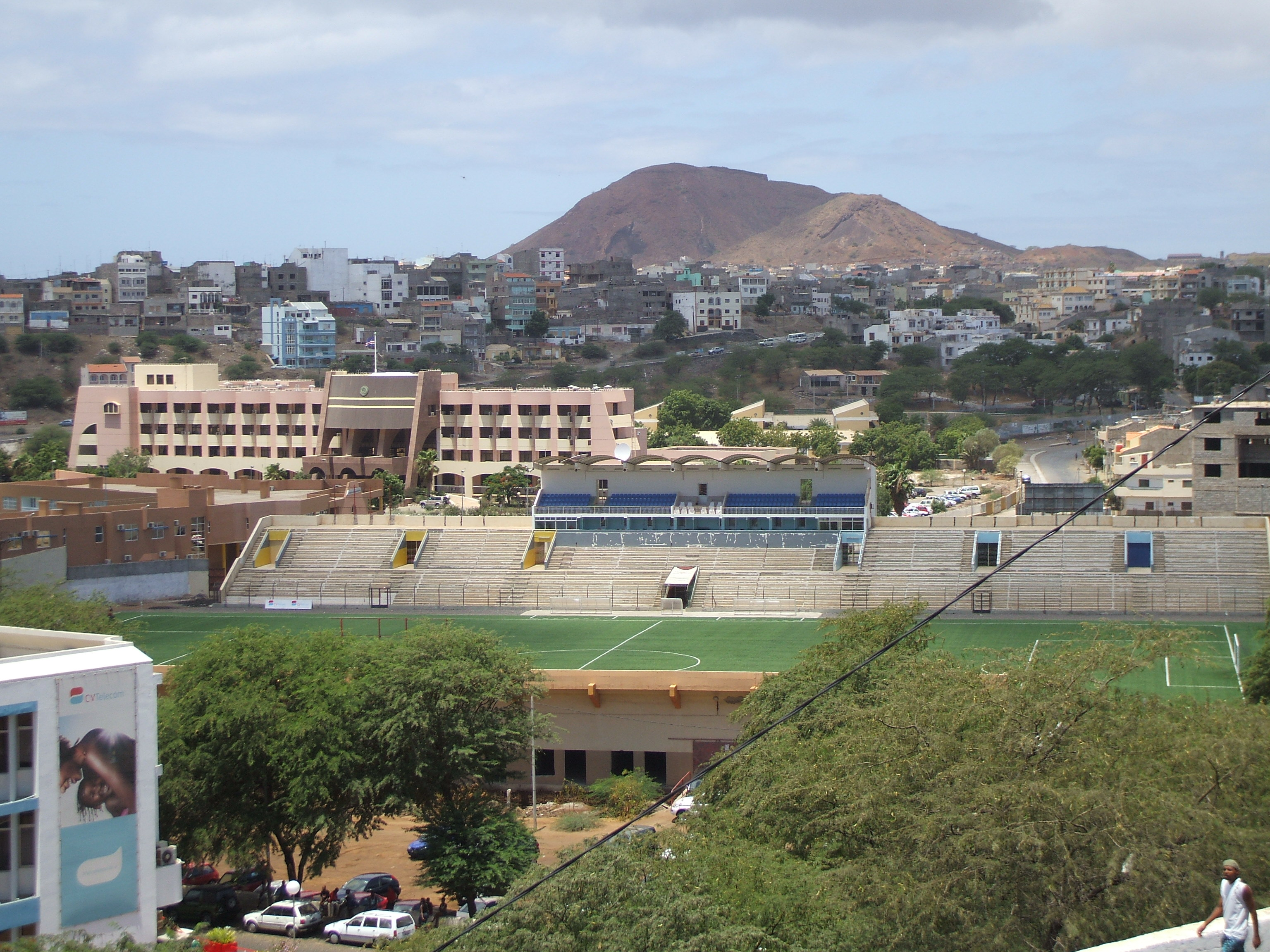
Estádio da Várzea.

El Boavista Futebol Clube és un club capverdià de futbol de la ciutat de Praia a l'illa de Santiago.

## Història
La secció de futbol de la Boavista Praia és un dels grans clubs de futbol de Cap Verd. És el club que ha guanyat més lligues nacionals i compta amb un palmarès d'1 títol futbolístic abans de la independència i 3 títols futbolístics després de la independència.
El club va ser fundat el 1939.

## Palmarès
- Lliga capverdiana de futbol[3]
  - Després de la independència: 1987, 1995, 2010, 2024
  - Abans de la independència: 1963

- Copa capverdiana de futbol[4]
  - 2009, 2010

- Lliga de Santiago de futbol (Sud)[5]
  - 1962/63, 1975/76, 1982/83, 1986/87, 1992/93, 1994/95, 2010/11, 2014/15

- Copa de Santiago (Sud)
  - 2008/09, 2009/10, 2010/11, 2014/15

- Torneig d'Obertura de Santiago de futbol (Sud)
  - 2002/03

## Jugadors destacats
- Almeida
- Babanco
- Fufuco
- Gegé
- Kuca
- Nilson Tavares
- Moía Mané, 2000s
- Mustapha Sama (1999/2000)

## Presidents destacats
- Janito (2012)
- Humberto Bettencourt (2013–15)
- Nelito Antunes (2013–15)
- Joel de Castro

## Entreinadors destacats
- Felisberto Cardoso-Beto (2012)
- Alex Teixeira (2012)
- Janito Carvalho (2012-2013/14)
- Beto

## Entreinadors de porters
- Tchabana (-2013/14)
- Berra